# Parking distance control
Parking Distance Control (PDC) is een systeem dat de bestuurder helpt tijdens het parkeren. Het informeert de bestuurder over de plaats tussen de auto en een ander object. Men gebruikt dit dus om botsingen te vermijden. Het systeem laat meestal, aan de hand van een scherm en/of een achter elkaar gevende piepgeluiden duidelijk zien hoe de situatie is. Bij een geluidssignaal zal men aan de hand van piepgeluiden horen hoe dicht de auto bij het ander object is. Hoe dichter de auto het object nadert, hoe sneller de frequentie van het gepiep.

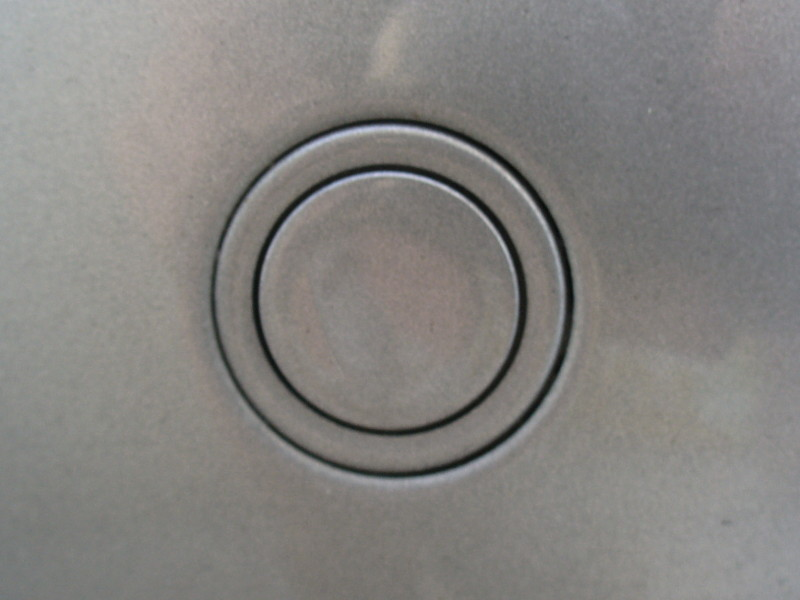
Ultrasoonsensor

Bij een scherm zal men op een display laten zien waar de auto zich bevindt en hoe dicht deze is bij het object. Soms staat er een schatting van hoeveel meters of centimeters de auto is verwijderd van het object.
Dit systeem is voor het eerst verschenen in auto's van het merk BMW. Nu zijn nog merken er aan bezig dit systeem te integreren. Het is ook al een lange tijd verkrijgbaar als een aparte upgrade, die je zelf moet installeren in je auto.

## Werking
Het apparaat heeft 2 belangrijke onderdelen: Een ultrasoonsensor en een ontvanger die de kleine elektrische spanningen naar een leesbare en bruikbare informatie vertaalt. Deze sensor staat vastgehecht aan de achterkant van de wagen. De ultrasoonsensor maakt gebruik van frequenties om een object dat in de weg staat te detecteren en met berekeningen de afstand hiertussen kan afleiden.

## Nauwkeurigheid
De nauwkeurigheid van de afstand is relatief goed. Het is mogelijk om realistische informatie te bekomen met afstanden in meters en centimeters, maar millimeters worden moeilijk.
De nauwkeurigheid van het detecteren van een object is iets minder. Een ultrasoon sensor kan objecten detecteren doordat ze een signaal terugkaatsen op hoge frequentie. Bij zeer dunne objecten (bv.: ijzeren paal) is het mogelijk dat het signaal niet genoeg wordt teruggekaatst en dan kan het zijn dat de sensor niets detecteert.